# Sisi (televíziós sorozat)
A Sisi 2021-es német fejlesztésű televíziós rövid sorozat, melyet Sven Bohse rendezett.
A főszerepben Dominique Devenport és Jannik Schümann láthatók. Az első három epizódját 2021. december 17-én, az utolsó három epizódját december 24-én mutatta be az RTL Klub televíziós csatorna az RTL Most+ online felületén.

## Ismertető
A sorozat Wittelsbach Erzsébet magyar királyné, ragadványnevén "Sisi" élettörténetét meséli el, részben történelmi tényeket alapul véve.
A sorozat a leendő császárné tizenéves korában kezdődik. A fiatal és gondtalan Erzsébet bajor hercegnő beleszeret I. Ferenc Józsefbe, aki feleségül veszi. Később néhány sorscsapást szenved, köztük gyermeke elvesztését. Európa legszebb nőjeként dicsérik, de egyre magányosabbnak érzi magát, és bezárkózik a bécsi császári udvarba.

## Gyártás és háttér
A forgatás 2021 áprilisa és augusztusa között zajlott Ausztriában, Lettországban, Litvániában, Magyarországon és Németországban. A történelmi Bécsben játszódó jeleneteket Vilniusban és Rigában forgatták, többek között a költségek miatt. A Litván Nemzeti Filharmonikusok Társaságának székhelyét és a Vilniusi Egyetemet használták a bécsi Hofburg külső és belső felvételeihez. A würzburgi rezidencia a nyolcmillió eurós produkció háttereként szolgált, akárcsak a Berchtesgadener földeket.
A sorozatot a Story House Pictures készítette az RTL-nek a Beta Filmmel együttműködve. A producerek Jens Freels és Andreas Gutzeit voltak, akik a sorozat showrunnerjei is voltak. Az együttműködő partner az ORF, a produkciót a Filmförderungsanstalt és az FFF Bayern támogatta.
Michael Schreitel volt az operatőr, Algirdas Garbaciauskas a produkció tervezéséért, Metin Misdik a jelmeztervezésért, Ralf Herrmann a hangmérnök és Franziska Aigner a szereposztásért felelt.
A Canneseri Fesztivál világpremierje előtt a Beta Film számos szerződést írt alá a világméretű sugárzásra. Az első évad jogait többek között a Mediaset olasz magán műsorszolgáltató, a brazil Globoplay, a holland NPO, a magyarországi RTL, a szlovákiai RTVS és a Viasat World szerezte be. Voltak szerződések a belgiumi VTM-mel, a francia TF1-el is.
Emellett a Netflix 2021 augusztusában elkezdte forgatni A császárné című sorozatot, amelyben Devrim Lingnau és Philip Froissant szerepel a fiatal császári pár szerepében.
A sorozat számos ponton valótlanságokat tartalmaz, a cselekmény sokkal inkább a sorozat készítési idejének, a 2020-as évek kortrendjeit illesztette be Sisi és Ferenc József történetébe, miközben az itt is megjelenő történelmi események nem akkor vagy nem úgy történtek meg, mint a valóságban. Feltűnő például a sok olyan erotikával, érzékiséggel rendelkező jelenet, amik történészi megállapítás szerint az akkori etikett és a dokumentált események ismeretében teljesen kizártak, de több szereplőt, így Ferenc Józsefet is sok szempontból hamisan ábrázolnak. A sorozat emiatt inkább szappanopera benyomását kelti, semmint hiteles történelmi tablóét.
Az NMHH a sorozat 2022-es sugárzása idejen szabott ki ötmillió forint bírságot az azt bemutató RTL Klub ellen, mert a 18 óra 50 perctől, 12 éven aluliaknak nem ajánlott korhatár-megjelöléssel adásba került műsorszám több, a szexualitást bemutató jelenetet tartalmazott, miközben ilyet csak este 9 óra után, a 16 éven aluliaknak nem ajánlott korhatár-megjelöléssel lehetett volna bemutatni.

## Szereplők

### Főszereplők
| Név                                         | Színész             | Szinkron                                             | Leírás                                                                               |
| ------------------------------------------- | ------------------- | ---------------------------------------------------- | ------------------------------------------------------------------------------------ |
| Sisi, Wittelsbach Erzsébet                  | Dominique Devenport | Mórocz Adrienn(RTL) Györfi Anna (Epic Drama)         | Ferenc József felesége, osztrák császárné és magyar királyné                         |
| I. Ferenc József                            | Jannik Schümann     | Varga Gábor (RTL) Czető Roland (Epic Drama)          | Sisi férje, osztrák császár és magyar király                                         |
| Mária Ludovika Vilma bajor királyi hercegnő | Julia Stemberger    | Zsurzs Kati (RTL) Kovács Nóra (Epic Drama)           | Sisi édesanyja                                                                       |
| Miksa József bajor herceg                   | Marcus Grüsser      | Rosta Sándor (RTL)                                   | Sisi édesapja                                                                        |
| Zsófia Friderika bajor királyi hercegnő     | Désirée Nosbusch    | Menszátor Magdolna (RTL) Bertalan Ágnes (Epic Drama) | Ferenc József édesanyja                                                              |
| Ilona bajor hercegnő                        | Pauline Rénevier    | Sipos Eszter Anna (RTL)                              | Sisi testvére                                                                        |
| Lajos bajor herceg                          | Jokubas Gutautas    |                                                      | Sisi testvére                                                                        |
| Esterházy Lichtenstein grófnő               | Tanja Schleiff      | Sági Tímea                                           | Főudvarmesternő                                                                      |
| Grünne gróf                                 | David Korbmann      | Renácz Zoltán                                        | osztrák-magyar tábornok                                                              |
| gróf Andrássy Gyula                         | Giovanni Funiati    |                                                      | Osztrák-Magyar Monarchia közös külügyminisztere, Magyar Királyság 3. miniszterelnöke |
| Fanni                                       | Paula Kober         | Gulás Fanni (RTL) Pap Katalin (Epic Drama)           | Sisi komornája                                                                       |

### Mellékszereplők
- Lasse Möbus – Richárd gróf
- Marie Sophie von Reibnitz – Eugénia francia császárné (Hermann Lilla)
- Romy Schroeder – Marie
- Yasmani Stambader – Farkas Lajos
- Gundars Abolins – udvari lelkész (Forgács Gábor)

## Epizódok
| Évad | Évad | Részek száma | Részek száma | Eredeti sugárzás   | Eredeti sugárzás   | Eredeti adó |
| Évad | Évad | Részek száma | Részek száma | Évadbemutató       | Évadzáró           | Eredeti adó |
| ---- | ---- | ------------ | ------------ | ------------------ | ------------------ | ----------- |
|      | 1.   | 6            | 6            | 2021. december 17. | 2021. december 24. | RTL Most+   |